# Terragen
Terragen是Planetside Software所開發的免費場景產生器，支援微軟Windows及麥金塔作業系統，可用來渲染地形或透過製作動畫。Terragen因為它是免費軟體的因素，被業餘藝術家廣泛的使用，且軟體具有直覺化的介面，並具有創造出接近照片品質的能力，Terragen也可以產生DEM檔案，讓其他程式進行渲染。Terragen透過一個二維的高度圖（heightmap）進行渲染，Terragen也能匯入或匯出高度圖供其他程式使用。
Terragen同時也提供註冊版本供使用者作商業用途，註冊版本可以產生較大的地圖、更高解析度的圖像以及更佳的反鋸齒效果。Terragen所產生的圖像在2001年4月16日出現於新聞週刊的封面上，並被用來產生Brandy Norwood的音樂錄影帶（MV），Terragen也被許多藝術家使用。
Terragen也被用來產生3D遊戲的Skybox，例如戰地風雲系列。

## Terragen 2
Terragen 2增加了許多的特色，於2006年12月15日釋出預覽版本，其中開放限制的功能供使用者使用。2007年12月，Terragen 2的開發者Planetside Software宣佈將於2008年2月15日釋出Deep版本的Terragen 2。Terragen 2包含了下列的特色：
- 透過程式演算產生地形
- 置換貼圖
- 全面的物體支援，例如植物。
- 無限制的數量，代表使用者可以渲染數百萬棵樹木，或是石頭。
- 行星大氣系統
- 體積雲
- 模糊效果（Motion blur）

Terragen 2使用由Digital Domain所開發的Engen技術來渲染，Engen同時也被用來渲染電影《機戰未來》（Stealth）的地形與電影《星艦奇航記：星戰啟示錄》（Star Trek Nemesis）。

## 外部連結
- Terragen 官方網站
- 中的“Terragen”